# Ulica Pocztowa w Bydgoszczy

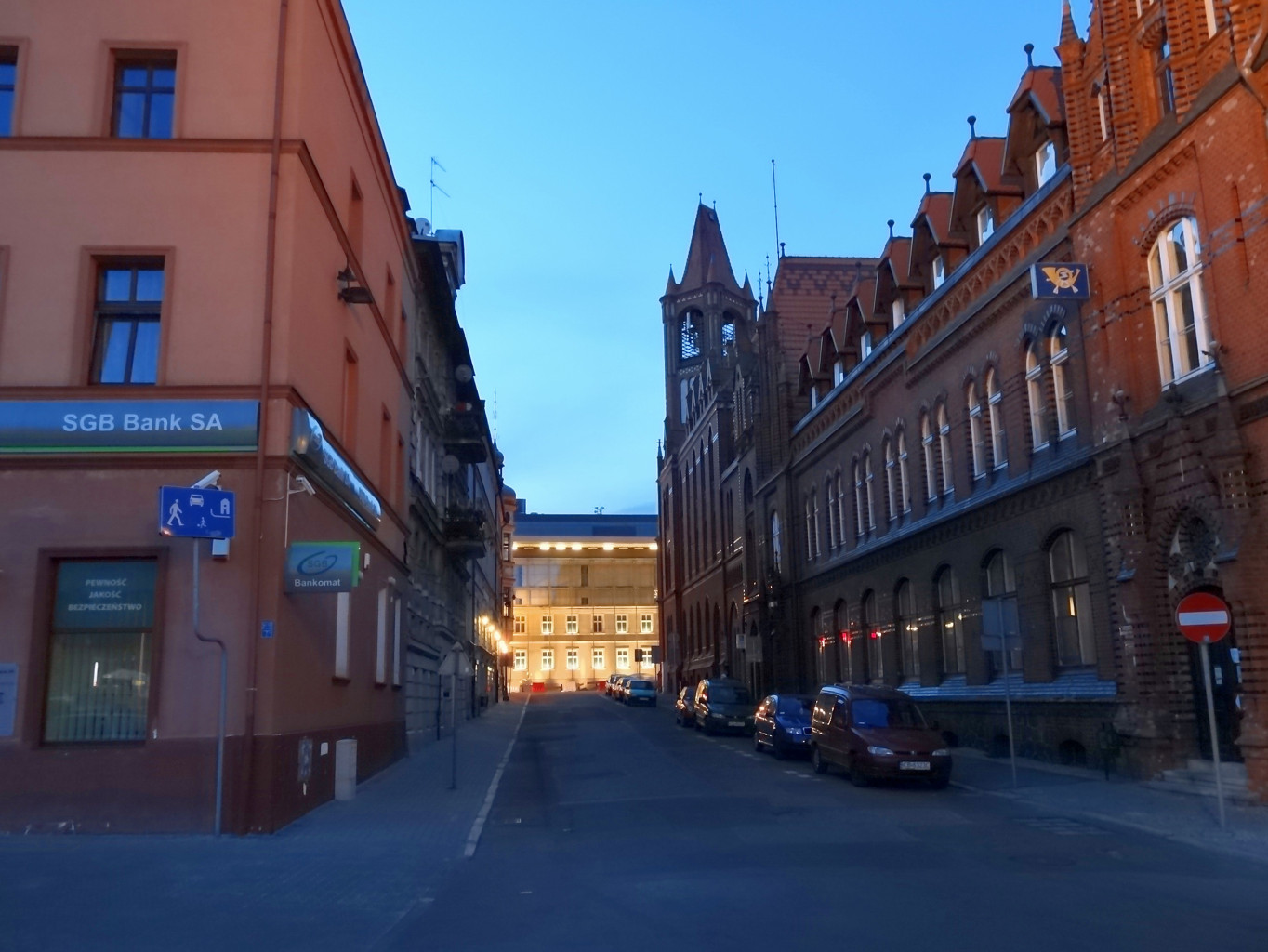
Wieczorem

Ulica Pocztowa w Bydgoszczy – ulica na północnym obrzeżu miasta lokacyjnego Bydgoszczy.

## Położenie
Ulica znajduje się w północnej części Starego Miasta. Rozciąga się na kierunku północ-południe, od ul. Jagiellońskiej do ul. Stary Port. Jej długość, wynosi ok. 100 m.

## Historia

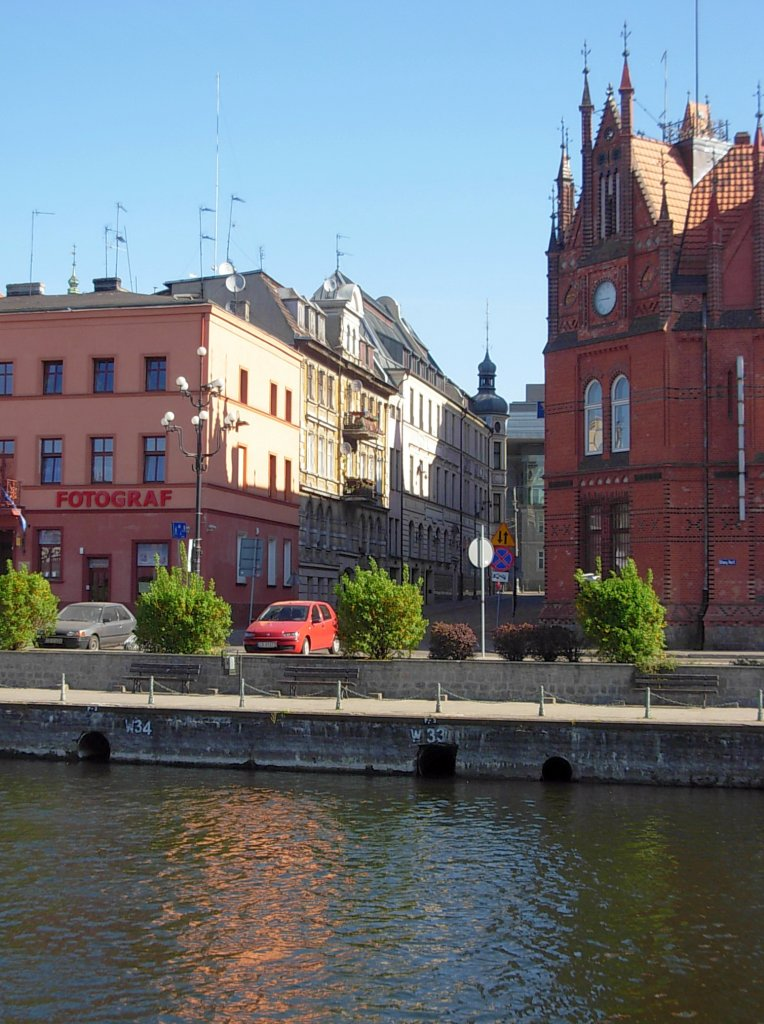
Widok zza Brdy

Ulica Pocztowa znajduje się na fragmencie przedmieścia Gdańskiego, które stanowiło bezpośrednie zaplecze bydgoskiego miasta lokacyjnego. Już w 1448 r. na północ od dzisiejszej ulicy powstał pierwszy miejski przytułek dla ubogich z kaplicą św. Ducha.
Z kolei na terenie leżącym na zachód od ulicy w końcu XIV wieku ulokował się konwent karmelitów, a w XVII w. w miejscu dawnego przytułku św. Ducha powstał klasztor i kościół klarysek. W XVI wieku w rejonie ulicy zbudowano zespół spichlerzy należących do mieszczan i przedmieszczan. Otaczał go parkan, który wraz z Bramą Gdańską i murem otaczającym klasztory stał się ważnym elementem fortyfikacji, chroniącym miasto od północy.
Po przejściu Bydgoszczy pod władzę Królestwa Prus w 1772 r. na parceli między ulicami Jagiellońską, Pocztową, Stary Port i Lubeckiego ulokowano kompleks wojskowych koszar i stajni królewskich.
Do 1779 r. w miejscu tym powstały koszary  dla stacjonującego w mieście szwadronu z 7 regimentu huzarów dowodzonych przez gen. Pawła Józefa Małachowskiego. Później zabudowę uzupełniono szeregiem innych budynków związanych z funkcjonowaniem i potrzebami wojska (koszary, stajnie, wozownie). Po wschodniej stronie ulicy znajdował się natomiast kompleks spichlerzy zbożowych i magazynów soli.
Po 1815 r. kompleks budynków dawnych stajni wojskowych przeznaczono na potrzeby  królewsko-pruskiego Urzędu Dyrekcji Poczty w Bydgoszczy.
Do końca lat 50. XIX w., na miejscu stajni i wozowni, u zbiegu ulic Jagiellońskiej i Pocztowej został wybudowany klasycystyczny budynek, który został siedzibą okręgowej dyrekcji Poczty oraz urzędów: pocztowego i telegraficznego. Posiadał on reprezentacyjny charakter oraz dwa skrzydła: korpus od strony ulicy Jagiellońskiej i mniejsze skrzydło boczne od ulicy Pocztowej. Budynek ten pozostał do 1896 r. wyłączną siedzibą bydgoskiej dyrekcji poczty.
W latach 1883–1885 w południowo-wschodniej części ulicy powstał istniejący do dzisiaj budynek, przeznaczony dla urzędów: pocztowego i telegraficznego. Wykonano go w pruskim stylu narodowym, nawiązującym do neogotyku według projektu rządowego mistrza budowlanego Boettgera. W kolejnym etapie rozbudowy w latach 1896–1899 istniejący budynek na rogu z ul. Jagiellońską zastąpiono nowym gmachem pocztowym z narożnikową wieżą służącą do połączenia kabli telefonicznych. Istniejący dawnej przejazd od ul. Pocztowej na dziedziniec całego założenia, został w tym czasie zlikwidowany.
W końcu XIX wieku powstała również zabudowa zachodniej pierzei ulicy, zaś w latach 1910–1912 w miejscu dawnego spichlerza na rogu z ul. Jagiellońską powstała bogato zdobiona kamienica kupiecka według projektu arch. Heinricha Seelinga. W 1938 r. została ona rozbudowana wzdłuż ul. Pocztowej.

### Nazwy
Ulica w przekroju historycznym posiadała następujące nazwy:
- 1840–1920 – Löwenstraße
- 1920–1939 – Pocztowa
- 1939–1945 – Löwenstraße
- od 1945 – Pocztowa

Niemiecka nazwa ulicy nawiązuje do kupca i radcy Johanna Carla Löwego (zm. 1843), zaś nazwa polska do sąsiadującego z ulicą kompleksu pocztowego.

## Niektóre obiekty przy ul. Pocztowej
| Adres                   | Lata budowy | Styl architektoniczny             | Uwagi | Zdjęcie |
| ----------------------- | ----------- | --------------------------------- | --- | ------- |
| Pocztowa-Jagiellońska 6 | 1883–1899   | neogotyk                          | Siedziba Cesarskiej Dyrekcji Poczty w Bydgoszczy oraz urzędów: pocztowego i telegraficznego. Budynek powstał dwu etapach według projektu Kleindfeldta i Neumanna. Obecnie mieści główny oddział Poczty Polskiej w Bydgoszczy |         |
| Pocztowa-Jagiellońska 4 | 1910–1912   | eklektyzm, neomanieryzm, neobarok | Kamienica zbudowana dla kupca Emila Werkmeistra według projektu arch. Heinricha Seelinga z Berlina. W 1920 r. została zakupiona przez miasto i przeznaczona dla potrzeb Komunalnej Kasy Oszczędności. W 1938 r. budynek rozbudowano poprzez nadbudowanie skrzydła i oficyn według projektu Jana Kossowskiego. Obecnie w budynku mieści się siedziba Banku Gdańskiego (Millenium). |         |
| Pocztowa 1              | kon. XIX w. | neorenesans                       | Dawna kamienica czynszowa |         |